# Fatimata M'Baye
Fatimata M’baye (geboren in 1957) is een Mauritaans advocaat en vrouwelijke mensenrechtenverdediger. Ze heeft in haar land gestreden voor mensenrechten. Ze kreeg een International Women of Courage Award door de minister van buitenlandse zaken van de Verenigde Staten.
M'Baye is op 12-jarige leeftijd gedwongen uitgehuwelijkt aan een 45-jarige man. Desondanks is het haar toch gelukt om naar school te gaan. Tussen 1981 en 1985 studeerde ze rechten en economie op de universiteit van Nouakchott en werd zo de eerste vrouwelijke advocaat in haar land.
Ze is een van de oprichters van de Mauritaanse mensenrechtenorganisatie AMDH en werd daarvan voorzitter in 2006.
M'Baye heeft drie kinderen.